# Del Amitri
Del Amitri – brytyjska grupa pop-rockowa założona w 1983 w Glasgow. Grupa wydała między innymi takie single jak Kiss This Thing Goodbye, Stone Cold Sober, Nothing Ever Happens i Move Away Jimmy Blue.

## Skład
- Justin Currie – (wokal), (gitara) i (bas)
- Andy Alston – (instrumenty klawiszowe i akordeon)
- Iain Harvie – (wokal i gitara).

## Dyskografia
- Del Amitri (1985)
- Waking Hours (1989)
- Change Everything (czerwiec 1992)
- Twisted (1995)
- Some Other Sucker's Parade (1997)
- Hatful of Rain: The Best of Del Amitri (1998)
- Lousy With Love: The B-Sides (1998)
- Can You Do Me Good? (2002)